# Senna guatemalensis
Senna guatemalensis là một loài thực vật có hoa trong họ Đậu. Loài này được (Donn.Sm.) H.S.Irwin & Barneby miêu tả khoa học đầu tiên.